# (2899) Runrun Shaw
(2899) Runrun Shaw ist ein Asteroid des Hauptgürtels, der am 8. Oktober 1964 am Purple-Mountain-Observatorium in Nanjing entdeckt wurde. 
Der Asteroid wurde am 11. März 1990 nach dem chinesischen Filmproduzenten Sir Run Run Shaw benannt.